# Catoblemma sumbavensis
Catoblemma sumbavensis är en fjärilsart som beskrevs av George Francis Hampson 1910. Catoblemma sumbavensis ingår i släktet Catoblemma och familjen nattflyn. Inga underarter finns listade i Catalogue of Life.